# Софія Зольмс-Лаубаська
Софія Зольмс-Лаубаськка (нім. Sophie von Solms-Laubach, 15 травня 1594 — 16 травня 1651) — німецька аристократка XVI—XVII століть, донька графа Зольмс-Лаубаського Йоганна Георга I та графині Шонбург-Ґлаухау Маргарити, дружина маркграфа Бранденбург-Ансбаського Йоакіма Ернста. Регентка Бранденбург-Ансбаського маркграфства у 1625—1639 роках.

## Біографія
Народилась 15 травня 1594 року у Лаубаху. Була найменшою, шістнадцятою, дитиною та восьмою донькою в родині графа Зольмс-Лаубаськкого Йоганна Георга I та його дружини Маргарити фон Шонбург-Ґлаухау.
У 6-річному віці втратила батька, а у 12 — залишилась круглою сиротою.
14 жовтня 1612 року 18-річна Софія стала дружиною 29-річного маркграфа Бранденбург-Ансбаху Йоакіма Ернста. Наречений був армійським побратимом її брата Йоганна Георга. Весілля пройшло в Ансбаху. У подружжя з'явилося п'ятеро дітей:
У березні 1625 року Йоакім Ернст помер від інсульту. Софія після його смерті перебрала на себе опіку над дітьми та регентство у маркграфстві. Жінці допомагав її старший брат Фрідріх Зольмс-Рьодельгаймський.
Старший син Фрідріх досяг повноліття у травні 1634 року, однак вже у вересні він загинув у битві при Нердлінгені, не залишивши нащадків. Трон перейшов до його малолітнього брата Альбрехта, над яким матір здійснювала регентство до 1639 року.
Софія померла 16 травня 1651 року в Плецкау, де мешкала її сестра Сибілла. Була похована в усипальні маркграфів у церкві Святого Гумберта в Ансбаху.

## Родина

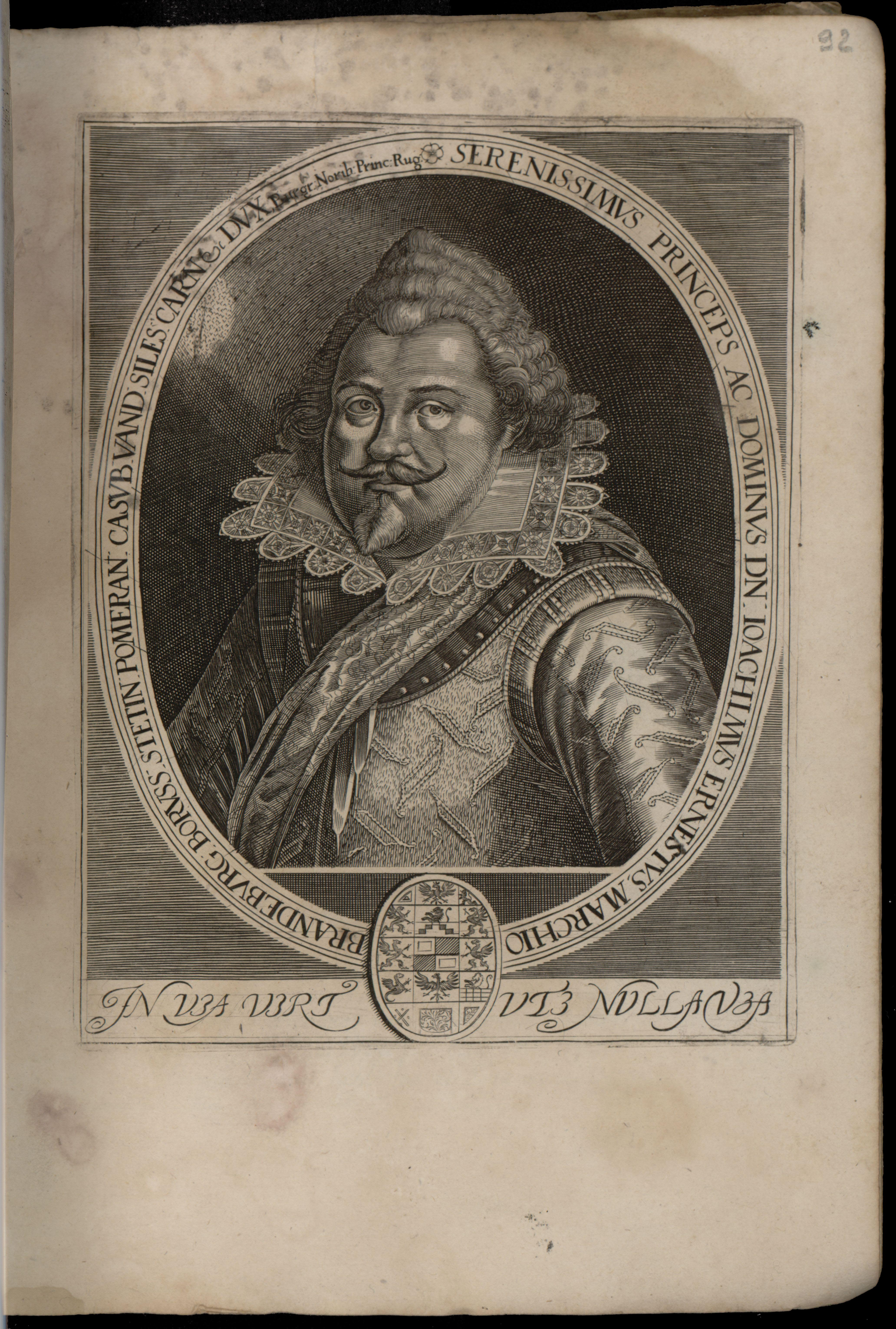
Йоакім Ернст, гравюра

Чоловік —  Йоакім Ернст, маркграф Бранденбург-Ансбаський
Діти:
- Софія (1614—1646) — дружина спадкоємного князя Бранденбург-Байройтського Ердманна Августа, мала єдиного сина;
- Фрідріх (1616—1634) — маркграф Бранденбург-Ансбаський у 1625—1634 роках, одруженим не був дітей не мав;
- Альбрехт (24 травня—30 жовтня 1617) — прожив 5 місяців;
- Альбрехт (1620—1667) — маркграф Бранденбург-Ансбаський у 1634—1667 роках, був тричі одруженим, мав восьмеро дітей від перших двох шлюбів;
- Крістіан (1623—1633) — прожив 10 років.